# Spårhundarna
Spårhundarna (original The Seekers) brittisk tecknad dagspresserie av agentsnitt skapad av tecknaren John M Burns och manusförfattaren Les Lilley 1966. Senare tog Phillip Douglas över manusskrivandet. Har även gått under namnet Ett Uppdrag för Jake på svenska. Serien producerades mellan åren 1966–71.
I Sverige har serien bland annat publicerats i tidningen Agent X9 och albumserierna Comics – Den Stora Serieboken och Special-Comics.